# 김채곤
김채곤(金采坤, 미국명 : 로버트 김, 영어: Robert Chaegon Kim 로버트 채곤 킴[*], 1940년 1월 21일, 전남 여수 ~ )은 미국의 전직 해군정보국 직원이다. 미 해군정보국 컴퓨터분석관으로 근무하던 중 1996년 주미 한국 대사관 무관인 백동일 대령에게 강릉지역 무장공비 침투사건 관련 군사 기밀을 유출한 혐의로 구속돼 미 연방교도소에 9년간 수감 생활을 하였다.

## 생애
김채곤은 1940년 전라남도 여수군(현 여수시)에서 한국은행 부총재와 8,9대 국회의원을 지낸 김상영의 장남으로 태어났다. 민주당 여수시 국회의원을 지낸 김성곤의 형이다.
1958년에는 경기고등학교를 졸업하고 1965년 한양대학교 산업공학과를 졸업했다. 1966년에는 퍼듀 대학교로 유학, 1968년에 산업공학 석사를 취득한다.
석사 취득 후 한동안 NASA에서 컴퓨터 분석가로 일하다가 1974년 미국 시민권을 취득하고 이듬해부터는 미국 해군정보국 컴퓨터 분석관으로 일했다.

## 정보유출 사건 일지
- 1995년, 미국 해군은 C4I(지휘통제 통신 컴퓨터 및 정보) 관련장비를 대한민국에 팔기 위해 노력중이었다. 김채곤은 당시 미국 주재 대한민국 대사관 해군 무관 백동일(전 해군대령)을 만나 이 시스템이 대한민국 실정에 잘 맞지 않으니 심사숙고할 것을 조언했다. 김채곤은 그 이후에도 백동일에게 계속해서 총 39건의 정보를 우편으로 보냈다.
- 1996년 9월 김채곤은 FBI에 스파이 혐의로 체포되었다.

김채곤은 1996년 9월18일 강릉에서 발견된 조선민주주의인민공화국 잠수함의 침투경로를 백동일에게 알려준 뒤 같은달 24일 체포됐다. 백동일은 외교관의 면책특권으로 법적 처벌은 받지 않았으나 대신 미국에서 강제 추방되었다.
당시 김채곤의 변호를 맡고 있던 긴스버그는 그가 백동일에게 넘긴 자료가 뉴질랜드나 오스트레일리아 등 다른 우방국에게 이미 공개된 자료로, 정보를 유출시킨 것으로 볼 수는 있으나, 간첩 혐의로 보기는 어렵다고 주장하였다.
- 1997년 7월 미국 알렉산드리아 연방법원에서 ‘간첩음모죄’로 징역 9년에 3년의 보호감찰을 선고받고 펜실베니아 알렌우드 연방교도소에서 복역하였다.

그의 체포 이후 이웅진, 김승연 등의 기업인들이 여러 차례 생활비 등 후원금을 보냈다.
- 1998년 김채곤은 파산선고를 받았으며, 간첩죄 전과 탓에 연금 혜택도 박탈된 상태였다.
- 1998년 11월 6일 조순승 당시 새정치국민회의 의원이 외교통상부 국정감사에서 당시 장관 홍순영에게 이 사건에 대한 정부의 관심을 촉구하자 홍순영은 "로버트 김이 미국 시민권자라서 미국 정부에 공식적으로 문제 제기하는 것은 어렵다"고 답했다.[1]
- 1999년 11월 9일 김영삼 당시 대통령은 워싱턴 포스트와의 기자회견에서, "이 사건은 개인의 문제로 우리와는 전혀 관계도 없고 관심도 없다"라고 답했다.
- 2004년 6월 1일 출소해 가택수감. 전자감응장치(일명 전자발찌)가 채워졌다.
- 2004년 6월 4일 오후 4시20분(한국시각) 모친 황태남이 뇌졸중으로 쓰러져 사망. 미국 당국의 보호관찰 제도를 이유로 미국측이 출국을 불허하는 바람에 모친의 장례식에도 불참

“황 여사는 전날 오후 9시쯤 로버트 김과 안부전화를 나눴으며, 이날 오후 사우나를 하다 갑자기 뇌졸중으로 쓰러졌다”(출처: 뉴스코리아 2004년 6월 5일자)
- 2004년 7월 모범수로 인정받아 15% 감형받음.
- 2004년 7월 자서전 《집으로 돌아오다》 발간. ISBN 89-356-5624-0
- 2004년 7월 27일 오후2시 전자감응장치 해제. 완전석방. 보호관찰(Supervised Release) 3년 남음
- 2004년 8월 1일 ‘보호관찰기간을 줄여달라’는 신청서를 미국 버지니아주 알렉산드리아 연방법원에 제출.
- 2005년 10월 3일부로 보호관찰 종료

브링크마 담당판사는 김채곤이 그동안 모범적 수형생활을 했고, 석방이후 보호감찰 기간에도 위반사항이 없었고, 또한 이미 김채곤이 유출한 정보는 10년전의 정보이기 때문에 더 이상 미국안보에 영향을 미치지 않는 것으로 판단, 10월 5일자로 보호관찰을 끝내는 것을 허락.

## 사건 이후
석방 다음 달인 2005년 11월 6일 김채곤은 대한민국을 일시 방문하였다. 그와 함께 활동했던 백동일과 동생 김성곤이 그의 귀국길을 맞았다. 입국 기자회견에서 그는 ""나는 스파이가 아니었다", "조국의 통일에 조금이라도 기여하겠다는 생각에 아무런 대가없이 백 대령에게 정보를 전달했을 뿐"이라고 밝혔다. 이후 김수환, 김대중, 조용기 등 당시 사회 저명 인사들을 방문했다.
같은 달 24일 미국으로 돌아간 그는 다음 해 5월에 가족과 시간을 보낼 목적으로 다시 대한민국을 방문하여, 2006년 월드컵 응원 메시지도 남겼다.
2007년 말에는 당시 2007년 대선에서 승리한 이명박에게 "민심을 하나로 모으고, 기업하기 좋은 환경을 조성하여 일자리가 창출되는 경제 살리기와 교육개혁을 정책의 최우선 순위에 두시기 바라며, "북한에 대한 경제협력도 북한의 핵과 그 곳의 인권문제를 염두에 두시고 이성을 가지고 추진하시기 바라며, 한미자유무역협정 비준도 조속히 해결되어 우리 경제가 나아갈 길을 조속히 제시하기 바란다"는 메시지를 전했다.
2008년 설날에 맞춰 방한하여 고향 여수시와 태안 기름 유출 사고 지역에서 봉사활동을 하였다. 2009년 초에는 2005년 석방 후 방한 당시 방문했던 로마 가톨릭 김수환 추기경이 사망하자 그를 애도하는 글을 남겼다.

## 발언 일지
- "미 정보기관은 영국, 호주, 캐나다, 뉴질랜드를 제외한 그 어떤 나라도 완전한 우방이라고 생각하지 않는다" "정보 공유체제에서 밀려나 있는 한국의 상황이 안타까워 정보를 제공하게 됐다"
- “백 대령이 속초 앞바다에 북한 잠수함 사고가 났는데 어떻게 된 것인지 알 수 없다고 하기에 해군정보국에 입수되는 한반도 주변 시간별 데이터를 분석해서 줬다. 당시 북한에서 내려온 잠수함은 2기였는데 좌표상으로는 1기만 움직이는 것으로 나타나 사고가 났다는 것을 알게 됐다.”
- "(체포)당시 김영삼 대통령이 미국 신문과의 인터뷰에서 한국 정부와 내가 전혀 관련이 없다고 발뺌했을 때 심한 배신감을 느꼈다" "하지만 꾸준히 성원해준 국민들 덕분에 무사히 풀려나게 됐다"[7]
- "한국은 제가 교도소에 들어간 지 한참이 지난 후 이 시스템(C4I)을 구입했다고 들었는데, 현재 제대로 가동되고 있는지 매우 궁금합니다."[8]

## 유출 정보 내용
로버트 김이 백동일 대령에게 전달한 정보는 기밀로 지정되지 않은 자료들이었다. 주 내용은 조선민주주의인민공화국 주민과 조선인민군의 동요 여부, 국제사회가 보내준 식량이 인민군에게 유입되었는지 여부, 휴전선 부근의 인민군 배치 실태, 조선민주주의인민공화국이 해외로 수출하거나 수입하는 무기 현황, 조선인민군 해군의 동향, 주민의 탈북실태 등이었다. 개중에는 북조선의 내부 소요 진압용 무기 구매 첩보다 담겨 있었다. 김채곤은 이들 자료가 뉴질랜드나 호주와 같은 다른 우방국과 미국이 공유했던 자료였다고 주장했다.

## 같이 보기
- 강릉지역 무장공비 침투사건
- 한미관계 갈등역사
- IMF 구제금융사건